# ISSF Junioren World Cup 2025
Der ISSF Junioren World Cup 2025 findet zwischen dem 19. Mai und 2. Oktober 2025 in Suhl, Deutschland und Neu-Delhi, Indien für die Disziplinen Gewehr, Pistole und Wurftauben statt.

## Austragungsorte und zeitlicher Ablauf
| Nr. | Datum         | Ort       | Disziplin             | Austragungsort      |
| --- | ------------- | --------- | --------------------- | ------------------- |
| 1   | 19.5. – 27.5. | Suhl      | Gewehr/Pistole/Flinte | Erich-Krempel-Halle |
| 2   | 24.9. – 2.10. | Neu-Delhi | Gewehr/Pistole/Flinte | –                   |

## Teilnehmer
| Nr. | Wettkampfort | Teilnehmende Nationen | Teilnehmende Athleten |
| --- | ------------ | --------------------- | --------------------- |
| 1   | Suhl         | 59                    | 638                   |
| 2   | Neu-Delhi    | –                     | –                     |

In Suhl trat das indische Team mit 57 Athletinnen und Athleten an und stellte somit das größte Kontingent. Weitere größere Teams stellten Deutschland (45), Tschechien (29), Großbritannien (27), Frankreich (25) und China (22). Des Weiteren traten 40 Schützinnen und Schützen unter dem Kürzel AIN (neutrale Athleten) an.

## Ergebnisse

### Gewehr

#### Männer
| 10 m Luftgewehr | 10 m Luftgewehr | 10 m Luftgewehr | 10 m Luftgewehr | 10 m Luftgewehr     | 10 m Luftgewehr | 10 m Luftgewehr              | 10 m Luftgewehr |
| Nr.             | Wettbewerb      | Gold            | Gold            | Silber              | Silber          | Bronze                       | Bronze          |
| --------------- | --------------- | --------------- | --------------- | ------------------- | --------------- | ---------------------------- | --------------- |
| 1               | Suhl            | Huang Liwanlin  | 250,3           | Braden Wayne Peiser | 250,0           | Naraen Pranav Vanitha Suresh | 227,9           |
| 2               | Neu-Delhi       | –               | –               | –                   | –               | –                            | –               |

| 50 m Dreistellungskampf | 50 m Dreistellungskampf | 50 m Dreistellungskampf | 50 m Dreistellungskampf | 50 m Dreistellungskampf | 50 m Dreistellungskampf | 50 m Dreistellungskampf | 50 m Dreistellungskampf |
| Nr.                     | Wettbewerb              | Gold                    | Gold                    | Silber                  | Silber                  | Bronze                  | Bronze                  |
| ----------------------- | ----------------------- | ----------------------- | ----------------------- | ----------------------- | ----------------------- | ----------------------- | ----------------------- |
| 1                       | Suhl                    | Romain Aufrère          | 459,7                   | Jens Oestli             | 459,1                   | Adriyan Karmakar        | 446,6                   |
| 2                       | Neu-Delhi               | –                       | –                       | –                       | –                       | –                       | –                       |

| 50 m liegend Kleinkaliber | 50 m liegend Kleinkaliber | 50 m liegend Kleinkaliber | 50 m liegend Kleinkaliber | 50 m liegend Kleinkaliber | 50 m liegend Kleinkaliber | 50 m liegend Kleinkaliber | 50 m liegend Kleinkaliber |
| Nr.                       | Wettbewerb                | Gold                      | Gold                      | Silber                    | Silber                    | Bronze                    | Bronze                    |
| ------------------------- | ------------------------- | ------------------------- | ------------------------- | ------------------------- | ------------------------- | ------------------------- | ------------------------- |
| 1                         | Suhl                      | Jesper Johansson          | 627,0                     | Adriyan Karmakar          | 626,7                     | Griffin Lake              | 624,6                     |
| 2                         | Neu-Delhi                 | –                         | –                         | –                         | –                         | –                         | –                         |

#### Frauen
| 10 m Luftgewehr | 10 m Luftgewehr | 10 m Luftgewehr              | 10 m Luftgewehr | 10 m Luftgewehr | 10 m Luftgewehr | 10 m Luftgewehr  | 10 m Luftgewehr |
| Nr.             | Wettbewerb      | Gold                         | Gold            | Silber          | Silber          | Bronze           | Bronze          |
| --------------- | --------------- | ---------------------------- | --------------- | --------------- | --------------- | ---------------- | --------------- |
| 1               | Suhl            | Shambhavi Shravan Kshirsagar | 253,0           | Ojasvi Thankur  | 251,8           | Carlotta Salafia | 230,5           |
| 2               | Neu-Delhi       | –                            | –               | –               | –               | –                | –               |

| 50 m Dreistellungskampf | 50 m Dreistellungskampf | 50 m Dreistellungskampf | 50 m Dreistellungskampf | 50 m Dreistellungskampf | 50 m Dreistellungskampf | 50 m Dreistellungskampf | 50 m Dreistellungskampf |
| Nr.                     | Wettbewerb              | Gold                    | Gold                    | Silber                  | Silber                  | Bronze                  | Bronze                  |
| ----------------------- | ----------------------- | ----------------------- | ----------------------- | ----------------------- | ----------------------- | ----------------------- | ----------------------- |
| 1                       | Suhl                    | Vivien Joy Jäggi        | 463,3                   | Emely Jäggi             | 463,2                   | Xu Yingliu              | 447,1                   |
| 2                       | Neu-Delhi               | –                       | –                       | –                       | –                       | –                       | –                       |

| 50 m liegend Kleinkaliber | 50 m liegend Kleinkaliber | 50 m liegend Kleinkaliber | 50 m liegend Kleinkaliber | 50 m liegend Kleinkaliber | 50 m liegend Kleinkaliber | 50 m liegend Kleinkaliber   | 50 m liegend Kleinkaliber |
| Nr.                       | Wettbewerb                | Gold                      | Gold                      | Silber                    | Silber                    | Bronze                      | Bronze                    |
| ------------------------- | ------------------------- | ------------------------- | ------------------------- | ------------------------- | ------------------------- | --------------------------- | ------------------------- |
| 1                         | Suhl                      | Caroline Finnestad Lund   | 628,2                     | Klaudie Katz              | 626,6                     | Wilhelmina Kalina Woskowiak | 626,6                     |
| 2                         | Neu-Delhi                 | –                         | –                         | –                         | –                         | –                           | –                         |

#### Mixed
| 10 m Luftgewehr | 10 m Luftgewehr | 10 m Luftgewehr             | 10 m Luftgewehr | 10 m Luftgewehr                               | 10 m Luftgewehr | 10 m Luftgewehr                                | 10 m Luftgewehr |
| Nr.             | Wettbewerb      | Gold                        | Gold            | Silber                                        | Silber          | Bronze                                         | Bronze          |
| --------------- | --------------- | --------------------------- | --------------- | --------------------------------------------- | --------------- | ---------------------------------------------- | --------------- |
| 1               | Suhl            | Huang Yuting Huang Liwanlin | 16              | Khyaty Chaudhary Naraen Pranav Vanitha Suresh | 14              | Shambhavi Shravan Kshirsagar Himanshu Himanshu | 17 (9)          |
| 2               | Neu-Delhi       | –                           | –               | –                                             | –               | –                                              | –               |

### Pistole

#### Männer
| 10 m Luftpistole | 10 m Luftpistole | 10 m Luftpistole | 10 m Luftpistole | 10 m Luftpistole | 10 m Luftpistole | 10 m Luftpistole | 10 m Luftpistole |
| Nr.              | Wettbewerb       | Gold             | Gold             | Silber           | Silber           | Bronze           | Bronze           |
| ---------------- | ---------------- | ---------------- | ---------------- | ---------------- | ---------------- | ---------------- | ---------------- |
| 1                | Suhl             | Ivan Semenikhin  | 241,0            | Imandos Bektenov | 240,2            | Yury Krautsou    | 218,2            |
| 2                | Neu-Delhi        | –                | –                | –                | –                | –                | –                |

| 25 m Schnellfeuerpistole | 25 m Schnellfeuerpistole | 25 m Schnellfeuerpistole | 25 m Schnellfeuerpistole | 25 m Schnellfeuerpistole | 25 m Schnellfeuerpistole | 25 m Schnellfeuerpistole | 25 m Schnellfeuerpistole |
| Nr.                      | Wettbewerb               | Gold                     | Gold                     | Silber                   | Silber                   | Bronze                   | Bronze                   |
| ------------------------ | ------------------------ | ------------------------ | ------------------------ | ------------------------ | ------------------------ | ------------------------ | ------------------------ |
| 1                        | Suhl                     | Thomas Clement           | 26                       | Wiktor Lukasz            | 26                       | Mukesh Nelavalli         | 22                       |
| 2                        | Neu-Delhi                | –                        | –                        | –                        | –                        | –                        | –                        |

#### Frauen
| 10 m Luftpistole | 10 m Luftpistole | 10 m Luftpistole | 10 m Luftpistole | 10 m Luftpistole | 10 m Luftpistole | 10 m Luftpistole | 10 m Luftpistole |
| Nr.              | Wettbewerb       | Gold             | Gold             | Silber           | Silber           | Bronze           | Bronze           |
| ---------------- | ---------------- | ---------------- | ---------------- | ---------------- | ---------------- | ---------------- | ---------------- |
| 1                | Suhl             | Kanak Kanak      | 239,0            | Anna Dulce       | 237,3            | Yen-Ching Cheng  | 216,8            |
| 2                | Neu-Delhi        | –                | –                | –                | –                | –                | –                |

| 25 m Sportpistole | 25 m Sportpistole | 25 m Sportpistole   | 25 m Sportpistole | 25 m Sportpistole   | 25 m Sportpistole | 25 m Sportpistole | 25 m Sportpistole |
| Nr.               | Wettbewerb        | Gold                | Gold              | Silber              | Silber            | Bronze            | Bronze            |
| ----------------- | ----------------- | ------------------- | ----------------- | ------------------- | ----------------- | ----------------- | ----------------- |
| 1                 | Suhl              | Tejaswani Tejaswani | 31                | Alina Nestsiarovich | 29                | Miriam Jako       | 23                |
| 2                 | Neu-Delhi         | –                   | –                 | –                   | –                 | –                 | –                 |

#### Mixed
| 10 m Luftpistole | 10 m Luftpistole | 10 m Luftpistole        | 10 m Luftpistole | 10 m Luftpistole              | 10 m Luftpistole | 10 m Luftpistole                     | 10 m Luftpistole |
| Nr.              | Wettbewerb       | Gold                    | Gold             | Silber                        | Silber           | Bronze                               | Bronze           |
| ---------------- | ---------------- | ----------------------- | ---------------- | ----------------------------- | ---------------- | ------------------------------------ | ---------------- |
| 1                | Suhl             | Jin Bohan Zhang Yingtao | 16               | Yuliia Isachenko Maksym Himon | 14               | Alessandra Fait Francesco Rutigliani | 16 (10)          |
| 2                | Neu-Delhi        | –                       | –                | –                             | –                | –                                    | –                |

### Wurftauben

#### Männer
| Trap | Trap       | Trap                | Trap | Trap                 | Trap   | Trap        | Trap   |
| Nr.  | Wettbewerb | Gold                | Gold | Silber               | Silber | Bronze      | Bronze |
| ---- | ---------- | ------------------- | ---- | -------------------- | ------ | ----------- | ------ |
| 1    | Suhl       | Fabrizio Fisichella | 42   | Thomas William Betts | 40     | Toni Gudelj | 32     |
| 2    | Neu-Delhi  | –                   | –    | –                    | –      | –           | –      |

| Skeet | Skeet      | Skeet           | Skeet | Skeet           | Skeet  | Skeet                | Skeet  |
| Nr.   | Wettbewerb | Gold            | Gold  | Silber          | Silber | Bronze               | Bronze |
| ----- | ---------- | --------------- | ----- | --------------- | ------ | -------------------- | ------ |
| 1     | Suhl       | Lassi Kauppinen | 57    | Matteo Bragalli | 54     | Muhammet Seyhun Kaya | 45     |
| 2     | Neu-Delhi  | –               | –     | –               | –      | –                    | –      |

#### Frauen
| Trap | Trap       | Trap            | Trap | Trap                          | Trap   | Trap            | Trap   |
| Nr.  | Wettbewerb | Gold            | Gold | Silber                        | Silber | Bronze          | Bronze |
| ---- | ---------- | --------------- | ---- | ----------------------------- | ------ | --------------- | ------ |
| 1    | Suhl       | Kseniia Stepina | 42   | Maria Teresa Giorgia Maccioni | 39     | Martina Montani | 30     |
| 2    | Neu-Delhi  | –               | –    | –                             | –      | –               | –      |

| Skeet | Skeet      | Skeet               | Skeet | Skeet         | Skeet  | Skeet             | Skeet  |
| Nr.   | Wettbewerb | Gold                | Gold  | Silber        | Silber | Bronze            | Bronze |
| ----- | ---------- | ------------------- | ----- | ------------- | ------ | ----------------- | ------ |
| 1     | Suhl       | Pheobe Bodley-Scott | 53    | Raiza Dhillon | 51     | Annabella Hettmer | 38     |
| 2     | Neu-Delhi  | –                   | –     | –             | –      | –                 | –      |

#### Mixed
| Trap | Trap       | Trap                                     | Trap | Trap                       | Trap   | Trap                                | Trap                       |
| Nr.  | Wettbewerb | Gold                                     | Gold | Silber                     | Silber | Bronze                              | Bronze                     |
| ---- | ---------- | ---------------------------------------- | ---- | -------------------------- | ------ | ----------------------------------- | -------------------------- |
| 1    | Suhl       | Luca Gerri Maria Teresa Giorgia Maccioni | 37   | Thomas Agez Jeanne Auriche | 34     | Fabrizio Fisichella Martina Montani | 38 (38) Shoot-off: +2 (+1) |
| 2    | Neu-Delhi  | –                                        | –    | –                          | –      | –                                   | –                          |

## Medaillenspiegel
Stand am Ende des Tages vom 26. Mai 2025.
| Platz  | Land                           | Gold | Silber | Bronze | Gesamt |
| ------ | ------------------------------ | ---- | ------ | ------ | ------ |
| 01     | Indien                         | 3    | 4      | 4      | 11     |
| 02     | Volksrepublik China            | 3    | —      | 1      | 4      |
| 03     | Italien                        | 2    | 2      | 4      | 8      |
| 04     | Individuelle Neutrale Athleten | 2    | 1      | 1      | 4      |
| 05     | Frankreich                     | 2    | 1      | —      | 3      |
| 06     | Vereinigtes Königreich         | 1    | 1      | —      | 2      |
| 06     | Norwegen                       | 1    | 1      | —      | 2      |
| 06     | Schweiz                        | 1    | 1      | —      | 2      |
| 09     | Finnland                       | 1    | —      | —      | 1      |
| 09     | Schweden                       | 1    | —      | —      | 1      |
| 11     | Polen                          | —    | 1      | 1      | 2      |
| 11     | Vereinigte Staaten             | —    | 1      | 1      | 2      |
| 13     | Tschechien                     | —    | 1      | —      | 1      |
| 13     | Kirgisistan                    | —    | 1      | —      | 1      |
| 13     | Moldau                         | —    | 1      | —      | 1      |
| 13     | Ukraine                        | —    | 1      | —      | 1      |
| 17     | Deutschland                    | —    | —      | 1      | 1      |
| 17     | Kroatien                       | —    | —      | 1      | 1      |
| 17     | Chinesisch Taipeh              | —    | —      | 1      | 1      |
| 17     | Türkei                         | —    | —      | 1      | 1      |
| 17     | Ungarn                         | —    | —      | 1      | 1      |
| Gesamt | Gesamt                         | 17   | 17     | 17     | 51     |